# Вршковац
Вршковац је насељено место у саставу града Озља у Карловачкој жупанији, Хрватска. До територијалне реорганизације у Хрватској налазио се у саставу старе општине Озаљ.

## Становништво
На попису становништва 2011. године, Вршковац је имао 123 становника.

## Попис1991.
На попису становништва 1991. године, насељено место Вршковац је имало 218 становника, следећег националног састава:
| Попис 1991.‍ | Попис 1991.‍ | Попис 1991.‍ | Попис 1991.‍ | Попис 1991.‍ |
| ----------- | ----------- | ----------- | ----------- | ----------- |
|             |             |             |             |             |
| Хрвати      | Хрвати      |             | 202         | 92,66%      |
| Словенци    | Словенци    |             | 3           | 1,37%       |
| остали      | остали      |             | 4           | 1,83%       |
| непознато   | непознато   |             | 9           | 4,12%       |
| укупно: 218 |             |             |             |             |